# Turkmenistans flag
Turkmenistans flag blev taget i brug 24. januar 2001. Det bliver ofte beskrevet som verdens mest detaljerede nationalflag.
Det består af et grønt felt med en lodret rød stribe nær flagstangen, med fem forskellige tæppemønstre eller medaljoner. Disse repræsenterer Turkmenistans traditioner og kultur. Til højre for striben med tæppemønstrene er der placeret fem hvide stjerner og en hvid halvmåne. Halvmånen står for islam og de fem stjerner repræsenterer landets fem traditionelle regioner. Også flagets grønne farve symboliserer islam. I 1997 blev det besluttet at tilføje endnu en krans nederst i striben med tæppemønstre. Kransen er hentet fra FN-emblemet og skal symbolisere Turkmenistans evige neutralitet.
Efter landets uafhængighed fra Sovjetunionen i 1991, tog landet et flag i brug, som lignede dagens flag (19. februar 1992). Mønstrene var imidlertid forskellige. I 1997 blev de ændret igen, da med tilføjelsen af FN-kransen. Flagene fra 1992 og 1997 var begge i forholdet 1:2. Dagens version er i størrelsesforholdet 2:3, indført 24. januar 2001.

## Sovjetrepublikken Turkmenistans flag
Mens Turkmenistan var en del af Sovjetunionen førte landet et flag med sovjet-kommunistisk symbolik. De første af disse flag havde republikkens akronym skrevet på selve flaget, den første variant fra 1937 med latinske bogstaver, versionen fra 1940 med kyrilliske. I 1953 fik Sovjetrepublikken Turkmenistan nyt flag, også denne gang rødt, men uden inskription. Flaget var baseret på Sovjetunionens røde flag med hammer, segl og stjerne i kantonen. Desuden havde det to vandrette lyseblå striber gennem midten af flagdugen. De andre sovjetrepublikker havde flag efter samme model, med eget mønster særegen for hver enkelt sovjetrepublik.